# Teresa Aguiar
Teresa Aguiar (São Paulo, 1933 - Campinas, 12 de Abril de 2022) foi uma atriz, diretora, produtora e incentivadora cultural brasileira.
Sua história lista a direção de documentários e programas de ficção para televisão, filmes de curta-metragem e mais de 40 peças de teatro.

## Biografia
Nascida em São Paulo, foi advogada formada e mestre em artes pela Universidade de São Paulo (USP) e desenvolveu sua carreira em artes cênicas, desde jovem, principalmente na cidade de Campinas onde foi fundadora do "Teatro de Estudantes de Campinas" - TEC, do "Rotunda", primeiro grupo de teatro profissional do interior de São Paulo, e do primeiro curso de teatro no interior paulista, no Conservatório Carlos Gomes. Tal carreira lhe rendeu o título de "Cidadã Campineira" e a "Medalha Carlos Gomes".
Grande incentivadora cultural e além do Teatro de Arte e Ofício (TAO) que ocupa com outros artistas, criou em 1989 o Centro Cultural Sebastião Tem Alma, na cidade litorânea de São Sebastião (SP).

## Cinema
Estreou no cinema como diretora com o longa Topografia de um Desnudo, aos 75 anos.